# Городное (Нижегородская область)
Городное — деревня в городском округе город Бор Нижегородской области России. Входит в состав административно-территориального образования Ямновский сельсовет.

## География
Расположена между деревнями Ямново и Плотинка.

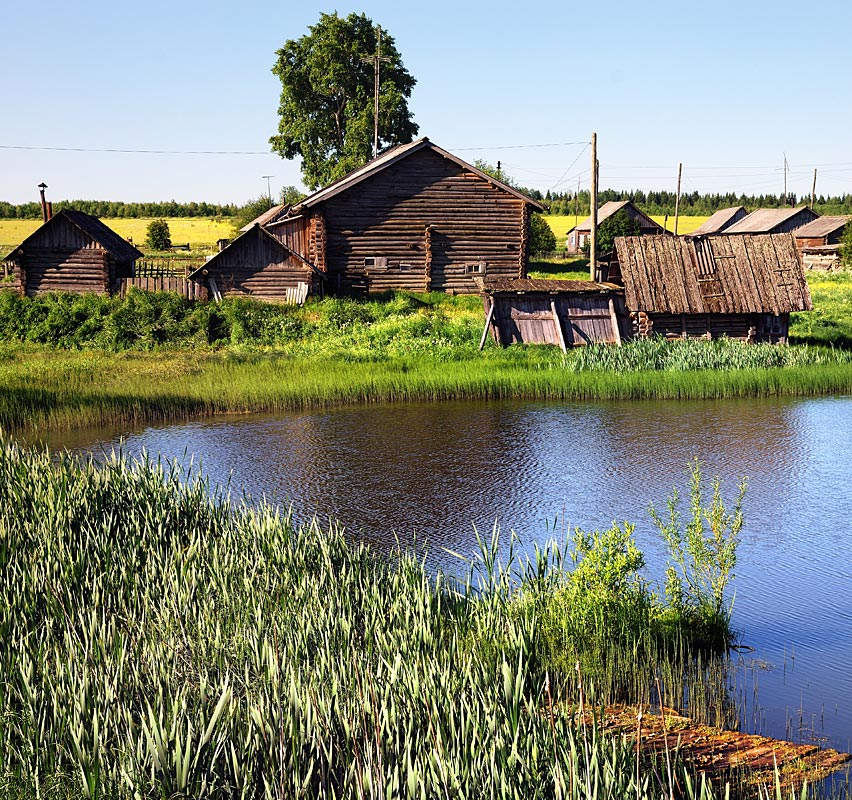
Городное

## История
В XIX веке на этой территории жил помещик Чулков. Но после прихода к власти большевиков эти места стали колхозными полями, принадлежавшими Ивановскому сельскому совету. Название Городное произошло из-за того, что территория деревни была огорожена забором.

## Население
| 2002 | 2010 |
| ---- | ---- |
| 61   | ↗74  |

Численность жителей небольшая. Постоянно живут 20—25 человек. Летом приезжают дачники.

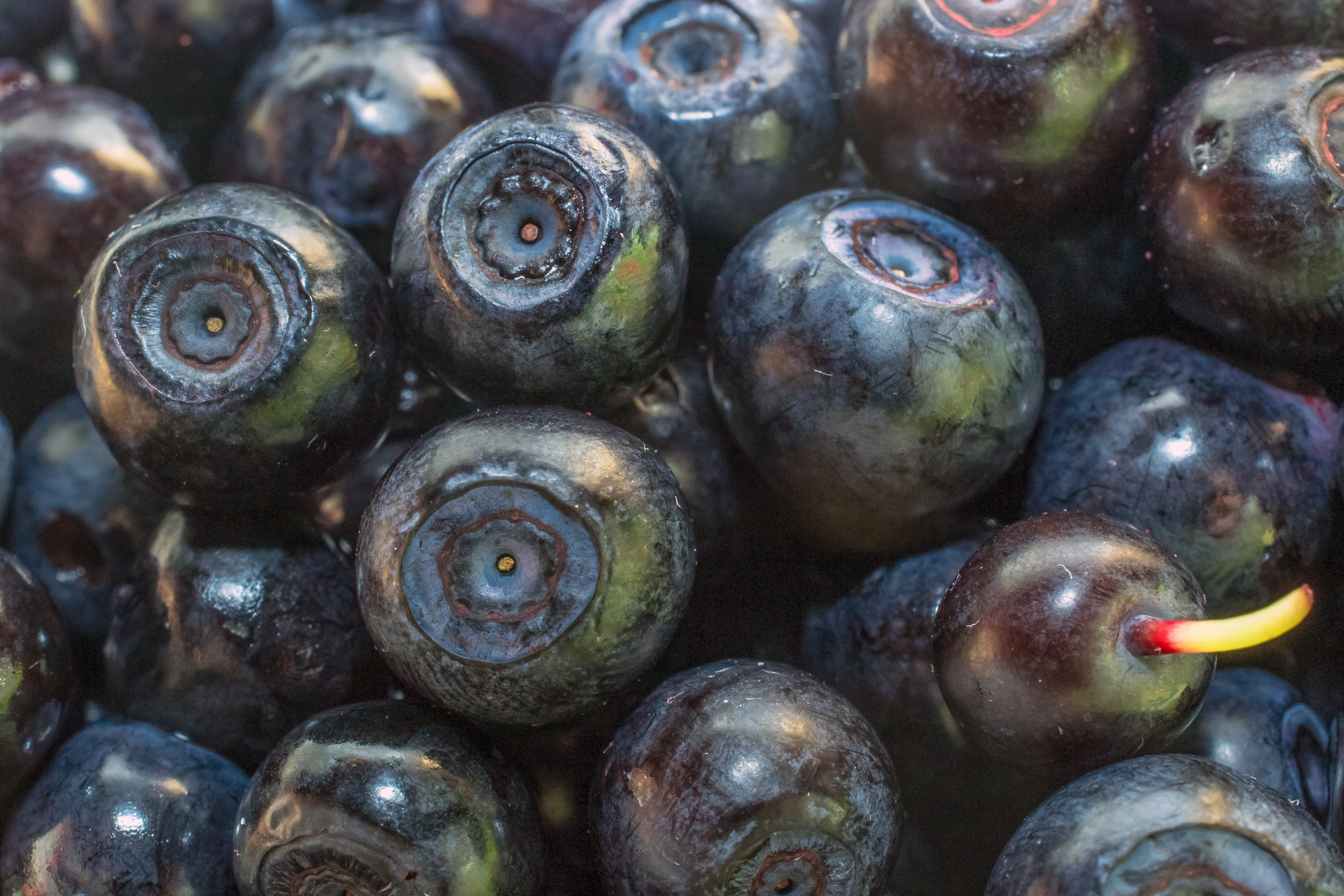
Черника

## Природа
До 2000 года в центре деревни находилось озеро. Озеро появляется только весной. Вокруг озера вырос молодой лес. Вся деревня окружена бывшими полями. В лесу много болот. Самые крупные: Волчье, Подволчье, Белово, Гусиновое. В 7 километрах от деревни протекает река Ламна, впадающая в Керженец. Ламновские леса богаты черникой.

## Хозяйство
В 80е-годы XX столетия в деревне присутствовало фермерское хозяйство, но затем сельское хозяйство было заброшено и деревня пришла в запустение. В домашнем хозяйстве разводили кур, коров, свиней и тому подобную живность. Растениеводство в настоящее время развивается слабо. В основном преобладают огородные культуры.

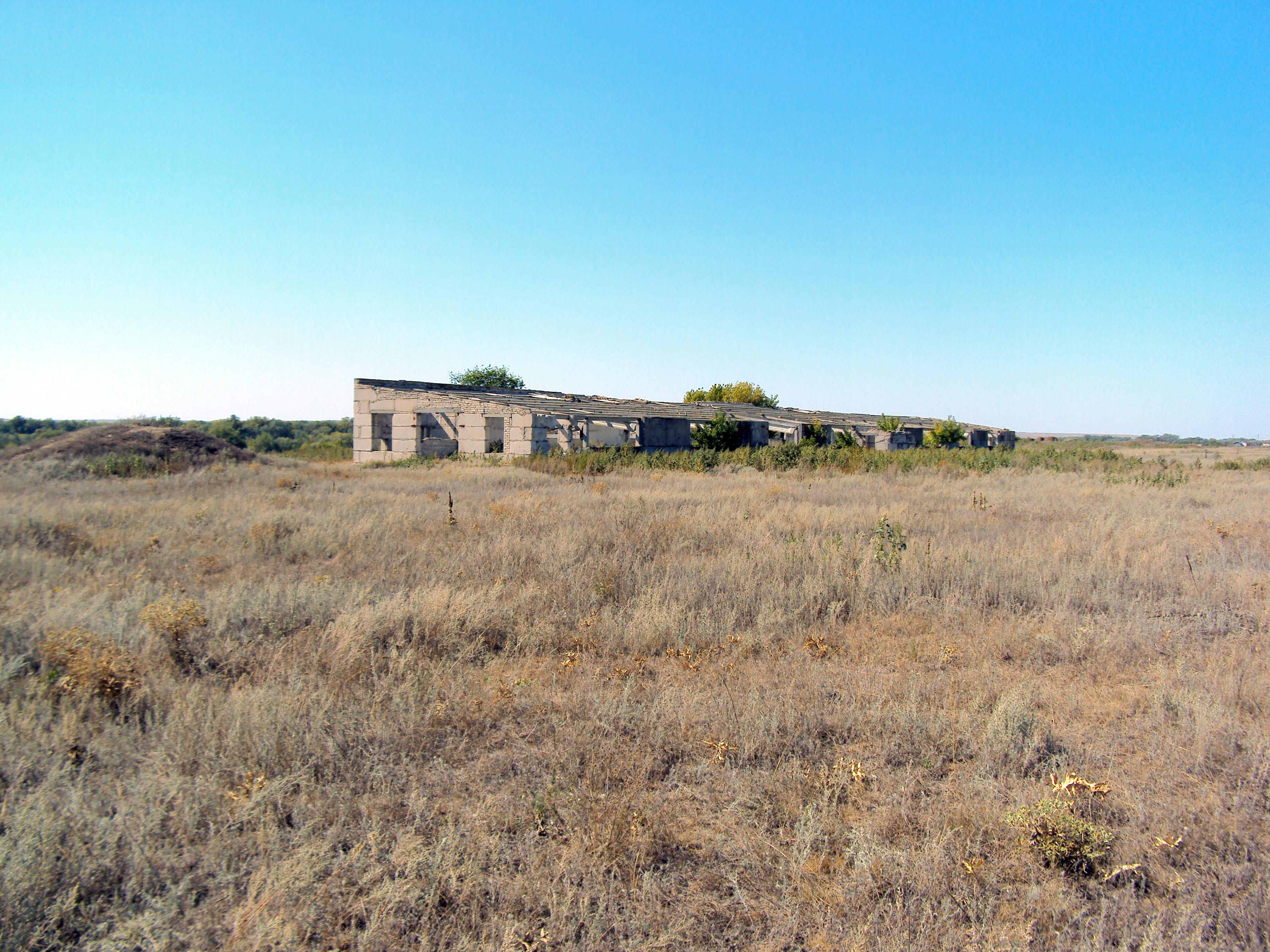
Ферма